# Juliane Koepp
Juliane Koepp (* 1969 in Ost-Berlin) ist eine deutsche Dramaturgin.

## Leben
Juliane Koepp studierte von 1990 bis 1997 Kulturwissenschaften an der Humboldt-Universität zu Berlin. Zunächst war sie Regie- und Dramaturgieassistentin bei Inszenierungen von Andreas Kriegenburg an der Volksbühne am Rosa-Luxemburg-Platz in Berlin. Seit 1997 ist sie als Dramaturgin unter der Intendanz von Ulrich Khuon zunächst von 1997 bis 2000 am Schauspiel Hannover, von 2000 bis 2009 am Thalia Theater Hamburg und seit der Spielzeit 2009/10 am Deutschen Theater Berlin tätig. In Berlin arbeitete sie mit Regisseuren wie Andreas Kriegenburg, René Pollesch, Armin Petras, Jorinde Dröse, Stephan Kimmig, Stefan Pucher Karin Henkel, Sebastian Hartmann, Tilmann Köhler, Martin Laberenz, Daniela Löffner und Lilja Rupprecht.